# Света Вероника
Света Вероника је хришћанска светитељка, поменута у Новом завету као болесница од крвоточења коју је Исус Христос исцелио (Јеванђеље по Матеју 9, 20).

## Црквено предање
Према предању Цркве, Вероника је својом марамом обрисала знојаво и окрвављено лице Исуса Христа када је он носећи Истински крст одлазио на Голготу улицом Виа Долороса. Лик Христов се тада трајно оцртао на њеном убрусу. Овај догађај се може наћи на православним иконама под именом: „Убрус Свете Веронике“.
Православна црква прославља Свету Веронику 12. јула по јулијанском календару.